# Debra Libanòs
Il monastero di Debra Libanòs (in amarico ደብረ፡ሊባኖስ, Däbrä Libanos) in Etiopia, è situato nella regione degli Oromo (ex provincia dello Scioa), a nord della capitale Addis Abeba (circa 80 km).
Il complesso è situato fra una rocca e una gola create dall'affluente del fiume Abbay.

## Storia

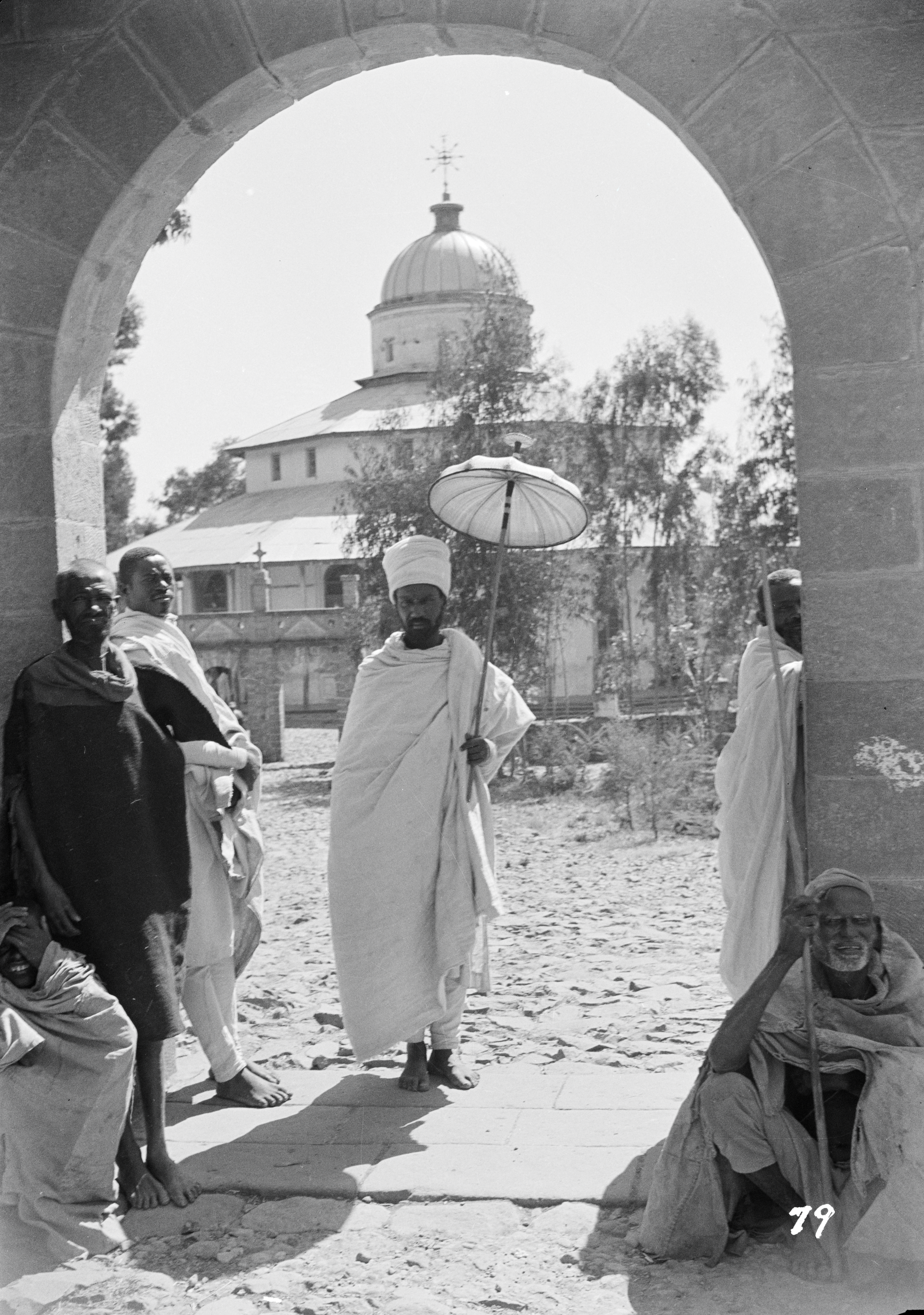
Debra Libanòs nel 1934

Il monastero venne fondato nel XIII secolo dal santo Teclè Haimanòt, capo abate del monastero stesso con la posizione di "Ichege", la seconda nella gerarchia dopo quella di "Abuna" nel contesto della chiesa ortodossa etiope.
Debra Libanòs subì gravissimi danni durante l'invasione di Ahmad ibn Ibrihim al-Ghazi il 21 luglio del 1531, quando uno dei suoi seguaci, Ura'i Abu Bakr, la diede alle fiamme nonostante i tentativi della sua comunità di riscattare la chiesa. Nonostante gli interventi dell'Ichege volti a proteggere il Gambos durante il regno di Sarsa Denghel, il complesso non fu ricostruito interamente se non dopo una visita dell'imperatore Iasù I detto il Grande nel 1699. Un altro imperatore, Fasilides, dopo aver invaso l'Oromo devastò le terre del monastero a Scioa, e ammise l'Ichege nel suo palazzo ad Azazo, dove vivevano altri Ichege.
Dal diciassettesimo secolo l'Ichege e i monaci di Debra Libanos erano i più importanti sostenitori della dottrina Sost Lidet, in opposizione alla casata degli Ewostatewos, fino al sinodo convocato dall'imperatore Giovanni II che pose una risoluzione alla faccenda.

Gli interessi dell'imperatore Hailé Selassié risalgono al periodo in cui fu governatore del distretto di Selale. Nella sua autobiografia l'imperatore scrive che durante la ricostruzione della chiesa di Debra Libanos, negli scavi, fu ritrovato un anello d'oro con delle iscrizioni che lui consegnò personalmente all'imperatore Menelik II.

### Il massacro di Debra Libanòs
Durante la dominazione italiana in Etiopia, il 19 febbraio del 1937 il viceré Rodolfo Graziani, in seguito ad un attentato contro di lui, ordinò al generale Pietro Maletti di massacrare gli abitanti del monastero, credendo che monaci e novizi fossero coinvolti nell'attacco alla sua persona e senza aspettare indagini con risultati ufficiali.

Il 21 maggio di quell'anno furono uccisi, stando ai telegrammi inviati dal viceré a Mussolini, 297 monaci e 23 laici, anche se recenti studi suggeriscono un numero molto maggiore di vittime, che si aggirerebbero attorno alle 1400-2000 persone.
Nella sua visita a metà degli anni quaranta, Buxton constatò che i resti del massacro erano ancora platealmente visibili ("ci sono innumerevoli teschi e ossa, sacchi e scatole piene di ossa, mucchi sparsi di ossa che aspettavano ancora una sepoltura"). Una tomba a forma di croce fu poi costruita nei pressi dell'area di parcheggio per contenere questi resti.

## Il monastero oggi
Nessuno degli stabili originari è sopravvissuto nonostante i sospetti di David Buxton: secondo l'archeologo ci sono ancora importanti resti nei dintorni.
Al giorno d'oggi, la zona presenta una chiesa con la tomba di Teclè Haimanòt costruita nel 1961 per ordine dell'imperatore Hailé Selassié, cinque scuole religiose e la chiesa della Croce, indicato a Buxton come il luogo dove è custodita la Vera Croce.
La grotta dove viveva il santo è situata in una rocca lì vicino. La grotta presenta una fontana la cui acqua è considerata sacra e il luogo è oggetto di pellegrinaggio.

## Filmografia
- Antonello Carvigiani, Debre Libanos, TV2000.